# 小田急7000形電車
小田急7000形電車（おだきゅう7000がたでんしゃ）は、1980年から2018年まで小田急電鉄（小田急）が運用していた特急用車両（ロマンスカー）である。愛称は"Luxury Super Express"（略して「LSE」）。
小田急では、編成表記の際には「新宿方先頭車両の車両番号（新宿方の車号）×両数」という表記を使用しているため、本項もそれに倣い、特定の編成を表記する際には「7002×11」のように表記する。また、特定の車両番号から「デハ7800番台」などのように表記し、3000形 (初代)は「SE車」、3100形は「NSE車」、本形式7000形は「LSE車」、10000形は「HiSE車」、30000形は「EXE車」、50000形は「VSE車」、日本国有鉄道については「国鉄」、箱根登山鉄道鉄道線箱根湯本駅へ乗り入れる特急列車については「箱根特急」と表記する。

## 概要
箱根方面への特急ロマンスカーに使用されていた3000形電車 (SE車)の置き換えを当初の目的として登場した車両で、それまでの特急ロマンスカーのイメージを尊重しつつ斬新さを追求し、居住性や機能性の向上を図った。1984年までに44両が製造された。
1981年には鉄道友の会よりブルーリボン賞を授与された。

### 登場の経緯
小田急では、1957年にSE車を、1963年には前面展望席を設けた特急車両としてNSE車を登場させていた。その後、1970年代に入ると設計当時に耐用年数を10年として設計した車両であったSE車は老朽化が進み、保守やサービスの面からも検討を要する時期となっていた。このため、1976年からはSE車の後継車として新型特急車両の事前調査研究が開始された。当初計画ではSE車の後継という位置づけで、NSE車を6両固定編成として、それまでNSE車が使用されていた列車に新特急車を投入する案や、20m級のボギー車4両編成にするという案もあった。また、展望室はサロンルームにしたり、座席を外に向けたりする案もあった。
この時期にはNSE車が検査入場した場合にはSE車を箱根特急に使用することを余儀なくされ、輸送力が不足する状態になっていた。また、新型車両を製造するのであれば、NSE車を上回る車両を製造した上でNSE車を置き換え、捻出されたNSE車によってSE車を置き換えてゆくことが望ましいと結論付けられた。また、SE車やNSE車に引き続き連接車とし、編成長や定員はNSE車と大きく違わないようにした。
1977年8月には社内で検討会を開催、1978年秋には特急ロマンスカーの利用者に対してアンケート調査を行った。これらの検討やアンケートの結果を踏まえ、1979年には製作前提の設計図をまとめるために製造メーカーも加わる共同研究に移行、1980年2月には正式発注となった。こうして、NSE車以来18年ぶりの新型特急車両として登場したのがLSE車である。

## 車両概説
本節では、登場当時の仕様を基本として、増備途上での変更点を個別に記述する。更新による変更については沿革で後述する。
LSE車は11両連接の固定編成で、形式は先頭車が制御電動車のデハ7000形で、中間車は両端とも付随台車となっている車両が付随車のサハ7050形で、それ以外の中間車が電動車のデハ7000形である。編成については、巻末の編成表を参照のこと。

### 車体
先頭車は車体長16,150mm・全長は新宿方先頭車が16,390mmで小田原方先頭車が16,310mm、中間車は車体長12,100mm・全長12,500mmで、車体幅は2,900mmである。車体は側板・屋根板はそれぞれ1.6mm・1.2mmの厚さの高耐候性鋼板を、床板は厚さ1.0mmステンレス板を採用した。車体断面は下部を半径2,500mmの緩いカーブで絞り込み、側面上部を3度の傾斜角で内傾させた形状とした。また、SE車とNSE車では車体中央部を低床構造としていたが、LSE車では展望室部分を除いて平床構造とし、車体の上下寸法も拡大された。
| NSE車の先頭部の角度は60度 |  | LSE車の先頭部の角度は48度 |
| NSE車の先頭部の角度は60度 |  | LSE車の先頭部の角度は48度 |

先頭部の形状は運転室を2階に上げ、最前部まで客室とした前面展望構造の流線形であるが、前面客室窓の高さを850mmと広くしたほか、シャープな形状を強調するため、正面腰板との境界を直線状とした上で、前面窓の傾斜角をNSE車の60度から48度と強くし、前面の灯火類や愛称表示器、ダンパーを車体に埋め込む構造とした。原案ではさらにシャープにするデザインも検討されていたが、「レジャーとしては和やかな雰囲気を」という理由で、丸みを帯びたデザインとなった。また、2階の運転席部分の形状は「屋根の上に載せた」という感覚をなくすようにデザインされた。これら前頭部形状の設定にあたっては、10分の1や20分の1の模型の作成、さらに原寸大のモックアップを作成した上で、細部にわたる検討が行われた。先頭のスカートの内側には、異常時に使用する格納式密着連結器、警笛、電子警報器（補助警報音を発する装置）、展望室用の冷房装置が装備されている。標識灯は運転席窓下に設けられた。

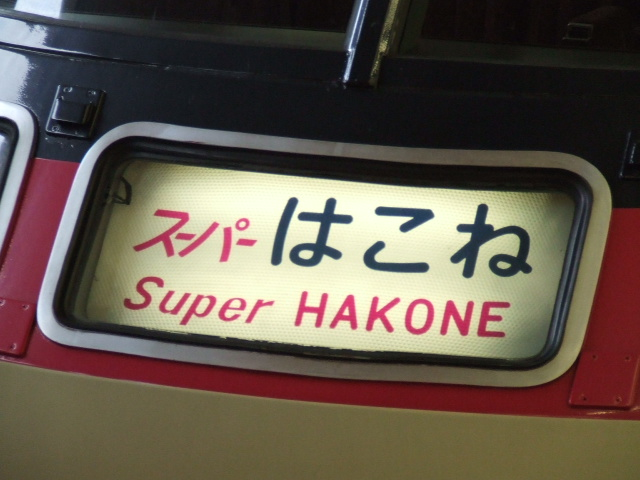
曲面に合わせて水平方向に巻き取る自動幕式愛称表示器

正面の愛称表示器は、SE車・NSE車ではアクリル板を交換する方式であったが、LSE車では自動幕式とした。通常、こうした表示幕装置は垂直な平面に設置されるが、LSE車では車体前部の曲面に合わせて水平方向に巻き取る方式とした。
側面客用扉は各車両とも1箇所であるが、SE車とNSE車では手動式の開き戸だったのに対して、700mm幅の自動開閉式折戸が採用された。1999年7月までは、特急に乗車する際には乗車口を限定した上で、ホームで特急券を確認する乗車改札を行っていたため、駅での旅客扱いを考慮し、半自動扱いも可能な回路となっている。
側面窓の配置は、幅1,600mm・高さ800mmの固定窓を、窓柱の幅を340mmとして配置した。先頭のデハ7000形乗務員室隣の窓と、中間のデハ7000形の車端部の窓については幅を765mmとした。デハ7000番台・デハ7800番台の連結面側車端部には500mm幅の乗務員扉を配置した。
車両間の貫通路は1,200mm幅の広幅となっているが、通路は下部が絞り込まれた形状となっており、床面での貫通路幅は800mmとなっている。NSE車では一部を除いて貫通扉は設置されていなかったが、LSE車では先頭車と隣接する車両間を除く貫通路に両開きの自動扉を設けた。この扉はNSE車と同様に開放的な雰囲気を出すことをねらい、茶色がかった透明アクリルで構成した。連結面間の幌はSE車やNSE車と同様に内幌と外幌の2重構造としたが、外幌については布と発泡材を使用し、変形のないものとした。
塗装デザインはSE車およびNSE車で採用された「オレンジバーミリオン■・ホワイト□・グレー■の3色」が小田急ロマンスカーのイメージとして浸透していることを鑑み、腰板部分の白線がNSE車が3本であるのに対してLSE車は2本であるという相違点がある程度で、NSE車とほぼ同一とした。

### 内装
室内の配色については、室内全体の明るさを強調した軽快な感じを出すことに重きを置いた。
座席は回転式リクライニングシートを採用、シートピッチ970mmで配置した。小田急においてリクライニングシートの採用は2300形以来であるが、これは1978年秋に実施したアンケートの結果、要望が多かったものである。また、座席は省力化対策として、折り返しの車内整備の際にスイッチ操作による一斉転換を可能とした。これは、空気シリンダによって作動し、リクライニング状態を元に戻した上で回転動作を行うもので、転換クロスシートで自動転換が可能な座席は前例があるが、回転式リクライニングシートの自動転換は日本の鉄道では初めての採用例である。座席自体はバケットタイプで、背摺り形状に工夫を凝らしたほか、表地はオレンジとベージュのツートーンとした。
列車両端の展望室については、NSE車では定員が10名であったものを14名に増加させた。また、NSE車では展望室の天井は2階の乗務員室の張り出しがあったが、LSE車では乗務員室の張り出しをなくした。また、天井は円形ドーム型の二重天井とした上で間接照明とダウンライトを採用、さらに展望室の窓には日よけのレースカーテンを装着した。
側壁はベージュ系の布目柄、天井は抽象柄とした。床もベージュ系の色としたが、通路にはセピア色のカーペットを敷いた。このカーペットは、2次車（7002×11）以降は赤色のカーペットに変更された。
サハ7050番台の新宿方車端部とサハ7150番台の小田原方車端部には喫茶コーナーを設置した。喫茶コーナーからの排水は床下に配置された雑排水タンクに貯溜、車両基地で排水を行うことにした。デハ7200番台の新宿方車端部とデハ7600番台の小田原方車端部には男女共用和式トイレ・男子小用トイレ・化粧室を配置したが、トイレでは従来の貯溜式汚物タンクに代えて汚物循環処理装置を採用した。また、化粧室からの排水はタンク貯溜式とした。

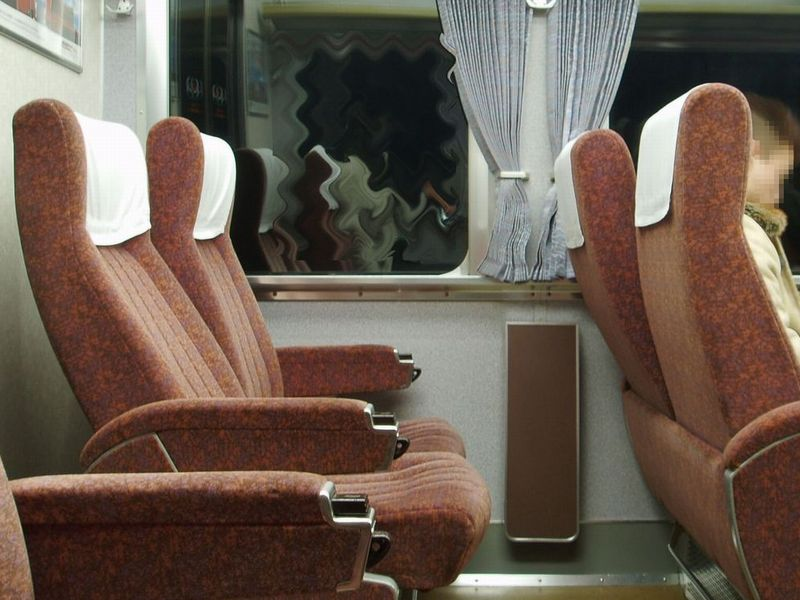
LSE車の座席（更新後のため室内のデザインは登場当時とは異なる）
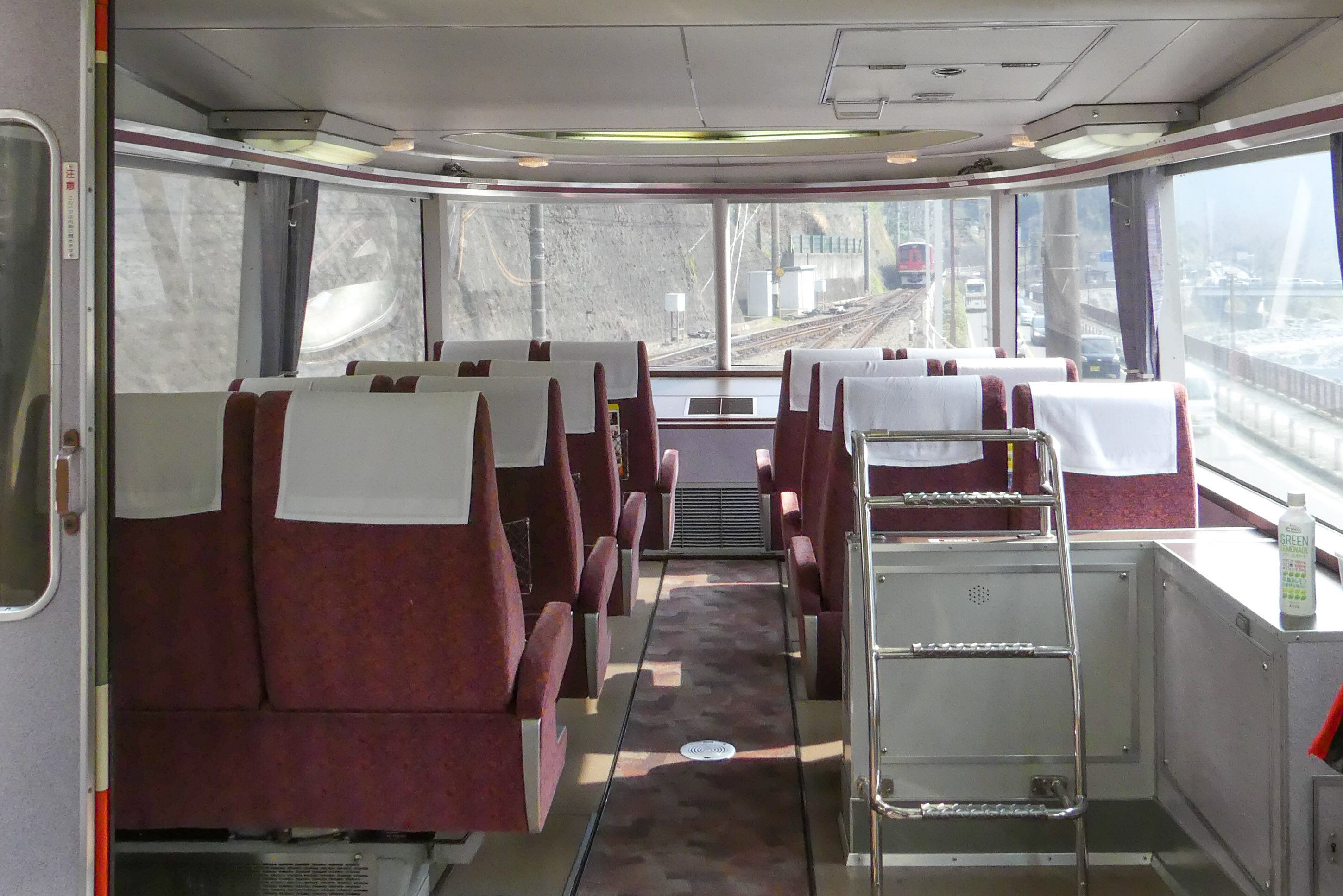
LSE車の展望室の様子と座席
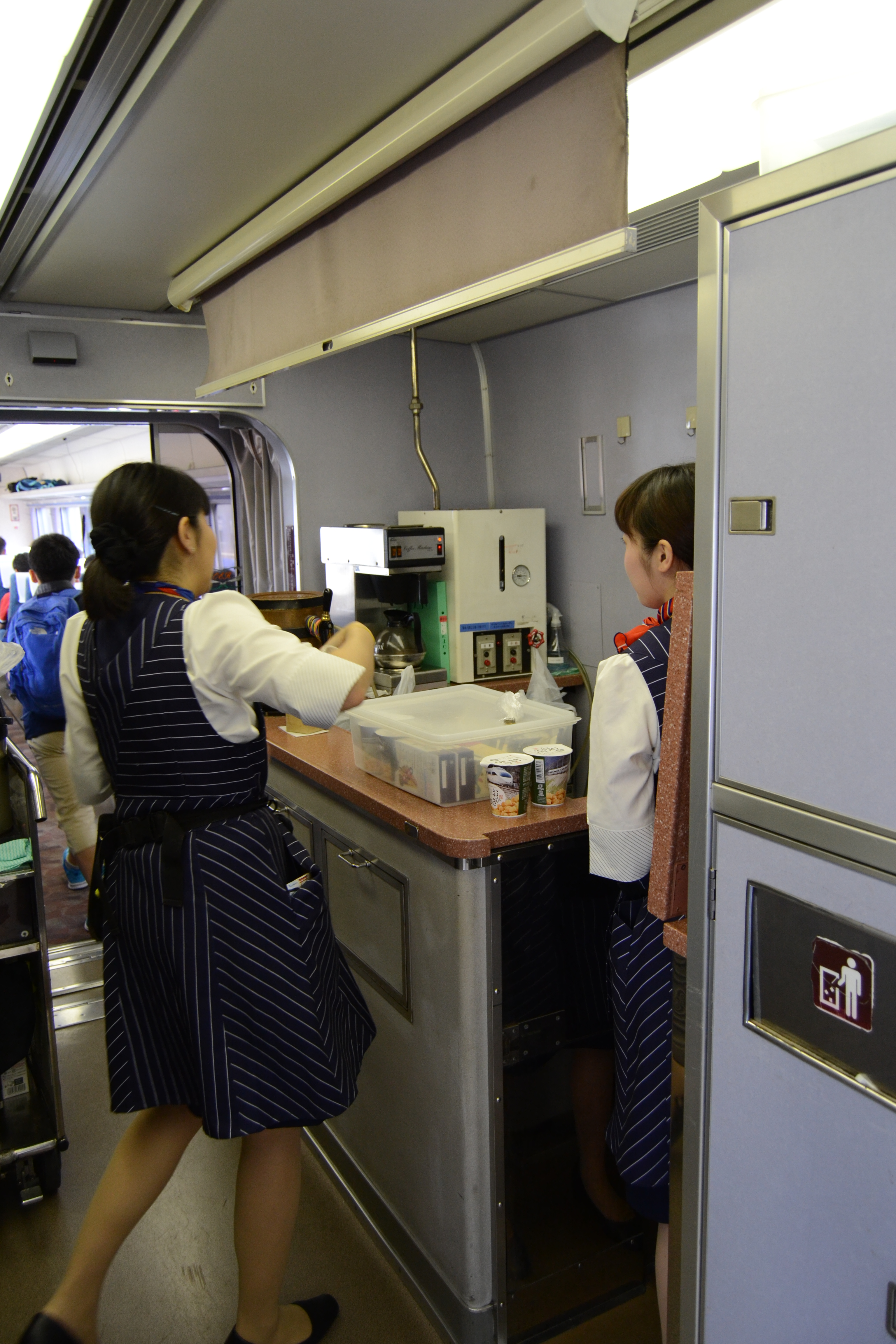
車内の喫茶コーナー
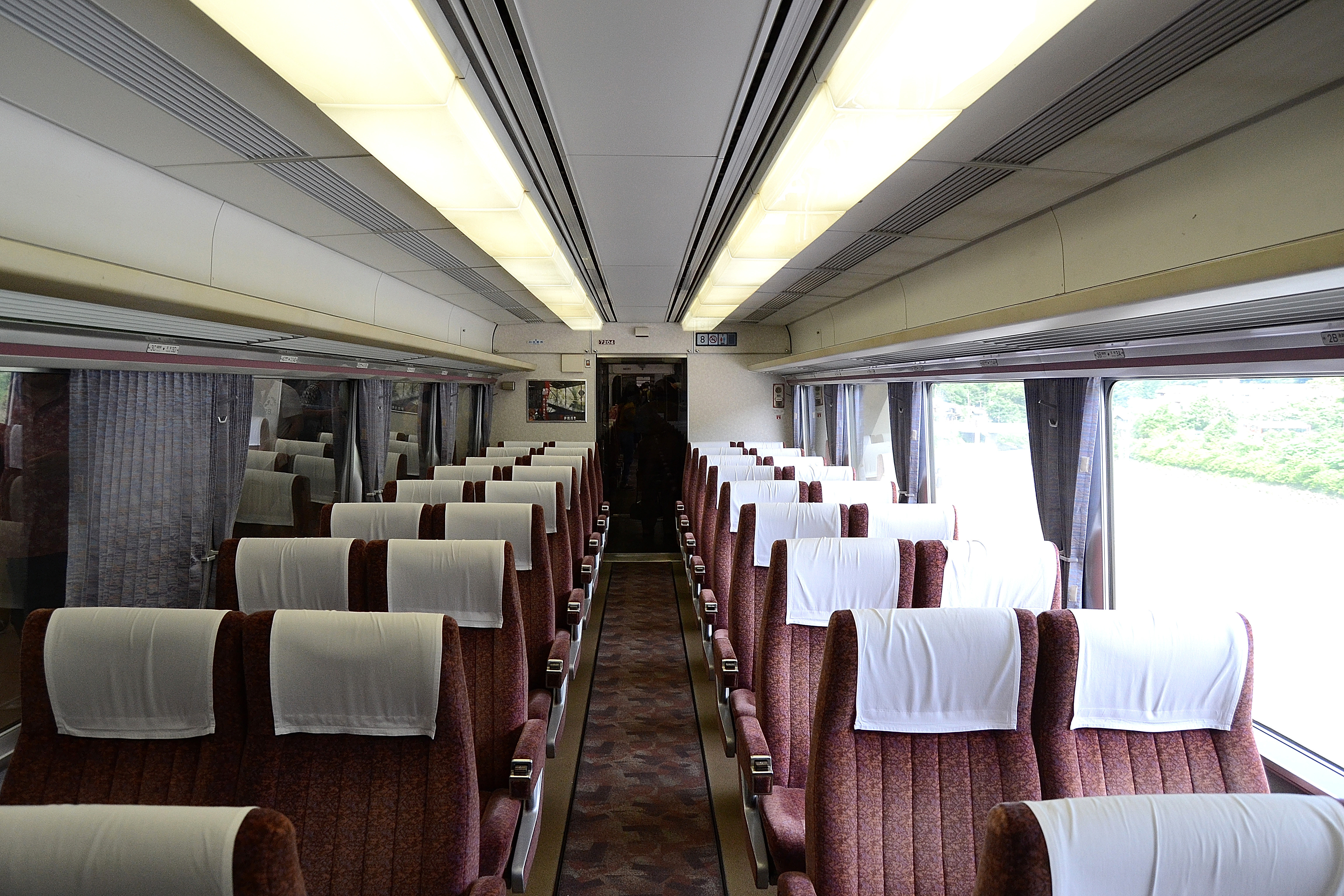
中間車の車内

### 主要機器
LSE車では、営業線でのトラブルを回避するため、主要機器については既に実績のある製品を使用するようにした。また、将来の御殿場線直通用にも同一機器で対応できるようにした。また、連接車であることから、軸重の均一化を図った。

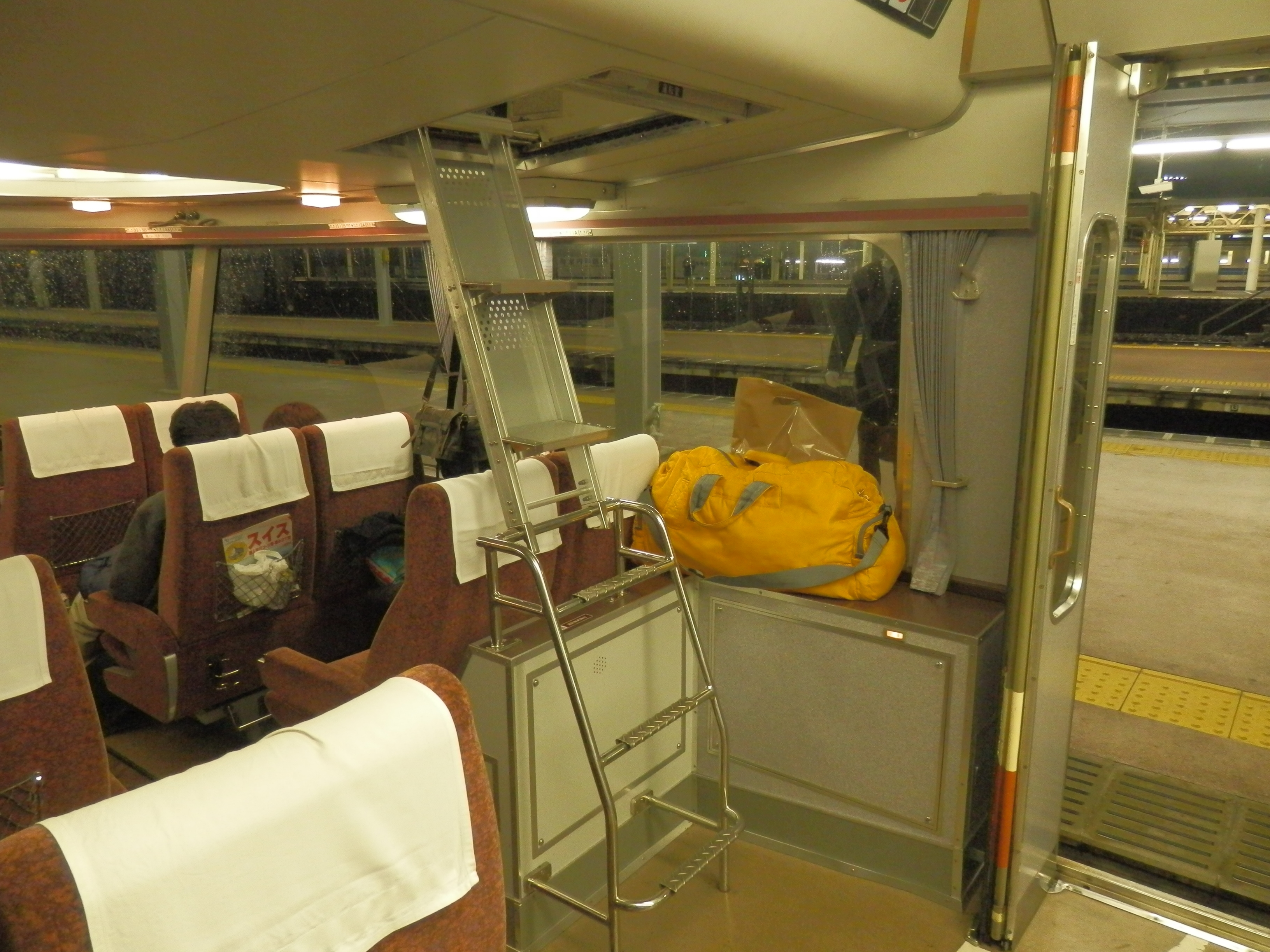
運転台への昇降用梯子

運転士が乗務する乗務員室（運転室）は2階に上げた構造で、既にNSE車で採用実績があるが、平均身長の伸びを反映した改善要望もあったことから、NSE車より室内を広くし、あわせて居住性と操作性の向上を図った。この結果、LSE車の運転室には同時に3名まで乗務可能である。運転室への入口は、NSE車では展望室内天井の左側（運転席の背後下）に設置されていたが、LSE車では右側（助士席側背後下）に変更した。また、運転席パネル類はデスクタイプとし、スペースを確保するために主幹制御器とブレーキ設定器を一体としたワンハンドルマスコンとしたが、ワンハンドル式の主幹制御器は小田急では初採用である。マスコンハンドルの右側には主電動機の直並列切り替えと逆転器を一体にしたハンドルが設置され、左手の位置には抑速制動ハンドルが設けられている。なお、緊急時には乗務員が直接車外に脱出できる構造としている。車掌が乗務する乗務員室（車掌室）は先頭車の連結面寄りに設けられており、NSE車では片隅式だったものをLSE車では左右両側に配置した。なお、運転室・車掌室ともに機器の動作状態を示すモニタ装置が設置されている。
主電動機については、平坦線均衡速度145km/hという高速性能と箱根登山鉄道鉄道線内の40‰勾配を走行可能な登坂性能という二つの条件を満たすために、出力140kWの直流直巻電動機を採用し、各電動台車に2台ずつ装架した。東洋電機製造のTDK-8420-A形・三菱電機のMB-3262-A形を併用しているが、小田急社内ではこれらの2種類の電動機を「OER7000形」と総称している。
制御装置は東京芝浦電気（東芝）の発電・抑速制動付電動カム軸式抵抗制御装置であるMM-39A形を採用し、デハ7000番台・デハ7300番台・デハ7500番台・デハ7800番台の車両に搭載した。SE車・NSE車に引き続き東芝製の採用である。この制御器は1台で4つの電動機の制御を行い（1C4M）、主回路接続は4つの電動機を全て直列に接続する方式（永久4S）である。これを1編成あたり4組装備し、並列運転時には4組を全て並列させる「4並列回路制御」を行い、直列運転時には2組を直列にした状態で、1台の制御器で8つの電動機を直列に接続した「2直列回路制御」となる。直並列の切り替えは運転席の直並列切り替えハンドルで行う「直列・並列運転指定式」である。駆動装置は小田急では初の採用となるTD平行カルダン駆動方式（中実軸撓み板継手方式）で、歯数比は80:19=4.21とした。
制動装置（ブレーキ）については、LSE車は他形式との連結運転を行わないことから、小田急では初となる発電ブレーキ併用電気指令式電磁直通制動のMBS-D形として、機器や配管の集約化と応答性の向上を図った。また、ブレーキ初速に応じてブレーキシリンダー圧力を3段階で制御する方式が採用されている。電力回生ブレーキは特急車両であることから停車駅が少なく、ブレーキの回数も多くないことから採用されていない。主抵抗器は自然通風式とした。

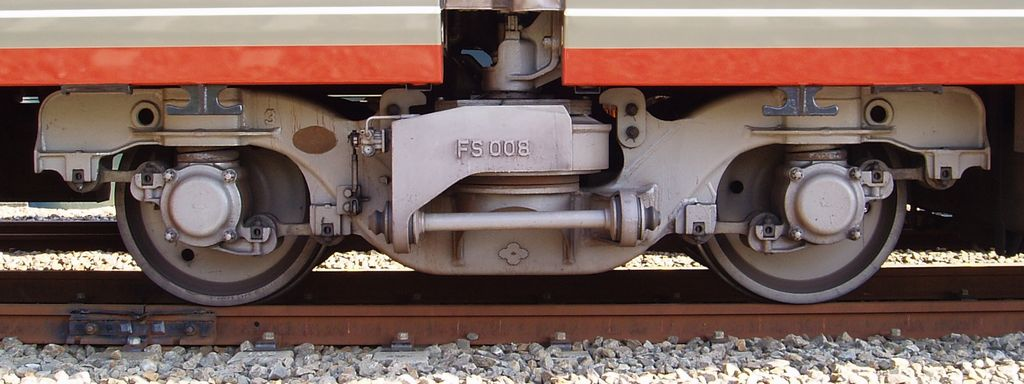
連接付随台車 FS008

台車は、連接電動台車がFS508A、先頭電動台車がFS508B、連接付随台車がFS008で、いずれも小田急においては2600形以来実績のある住友金属工業製の軸箱支持装置がアルストムリンク式の空気ばね台車であるが、連接車という特性上から空気ばねの取り付け方式はインダイレクトマウント方式となった。いずれの台車も車輪径は860mmで、軸ばねにエリゴばねを採用した。基礎ブレーキ装置は電動台車がシングル式（片押し式）、付随台車ではツインディスク式ディスクブレーキである。
集電装置（パンタグラフ）は、デハ7100番台・デハ7300番台の屋根上新宿方車端部と、デハ7500番台・デハ7700番台の屋根上小田原方車端部に設置した。冷房装置については、10,500kcal/hの能力を有する三菱電機製CU-195形集約分散式冷房装置を1両あたり3台搭載したほか、列車両端の展望室には4,500kcal/hの能力を有する三菱電機製CU-23形を1台搭載した。CU-23形は床上には熱交換器とファンのみで、コンプレッサー部分は床下に搭載するセパレート方式である。補助電源装置は、出力140kVAのCLG-350A型電動発電機 (MG) をデハ7100番台・サハ7050番台・サハ7150番台・デハ7700番台の車両に搭載した。電動空気圧縮機 (CP) については低騒音型のC-2000Lをサハ7050番台・サハ7150番台・デハ7400番台の車両に搭載した。

## 沿革

### 登場当初
| 完成記念式典で運行された列車（1980年12月25日）  |  | 新宿駅で発車を待つ営業一番列車（1980年12月27日）  |  | ブルーリボン賞受賞記念列車（1981年9月13日）  |
| 完成記念式典で運行された列車 （1980年12月25日） |  | 新宿駅で発車を待つ営業一番列車 （1980年12月27日） |  | ブルーリボン賞受賞記念列車 （1981年9月13日） |

1980年に製造された1次車（7001×11）では新宿方の6両を日本車輌製造で、小田原方の5両を川崎重工で分担して製造した。川崎重工兵庫工場で完成した5両を一旦日本車輌豊川製作所に輸送し、日本車輌で11両編成に組成した上で小田原まで輸送することになったが、このときは連接車専用の控え車を製作・連結した上で、兵庫から豊川まで輸送を行った。こうして、同年12月7日に7001×11が入線し、12月9日に竣功、整備や試運転を実施した後の12月25日には新宿駅で完成記念式典が行われ、12月27日から営業運行を開始した。
1981年9月13日には、鉄道友の会より第24回ブルーリボン賞を授与され、新宿駅地下ホームで式典が行われた。この年には2次車（7002×11）が製造されたが、2次車ではデハ7002・7102・7702・7802・サハ7052の5両が日本車輌で、残りの6両が川崎重工で製造されたため、先に完成した日本車輌の製造分をいったん豊川から兵庫まで5両連接にした状態で輸送し、川崎重工で11両編成に組成してから小田急に納入されている。1982年11月には3次車として7003×11が入線した。

### 国鉄線上での試験

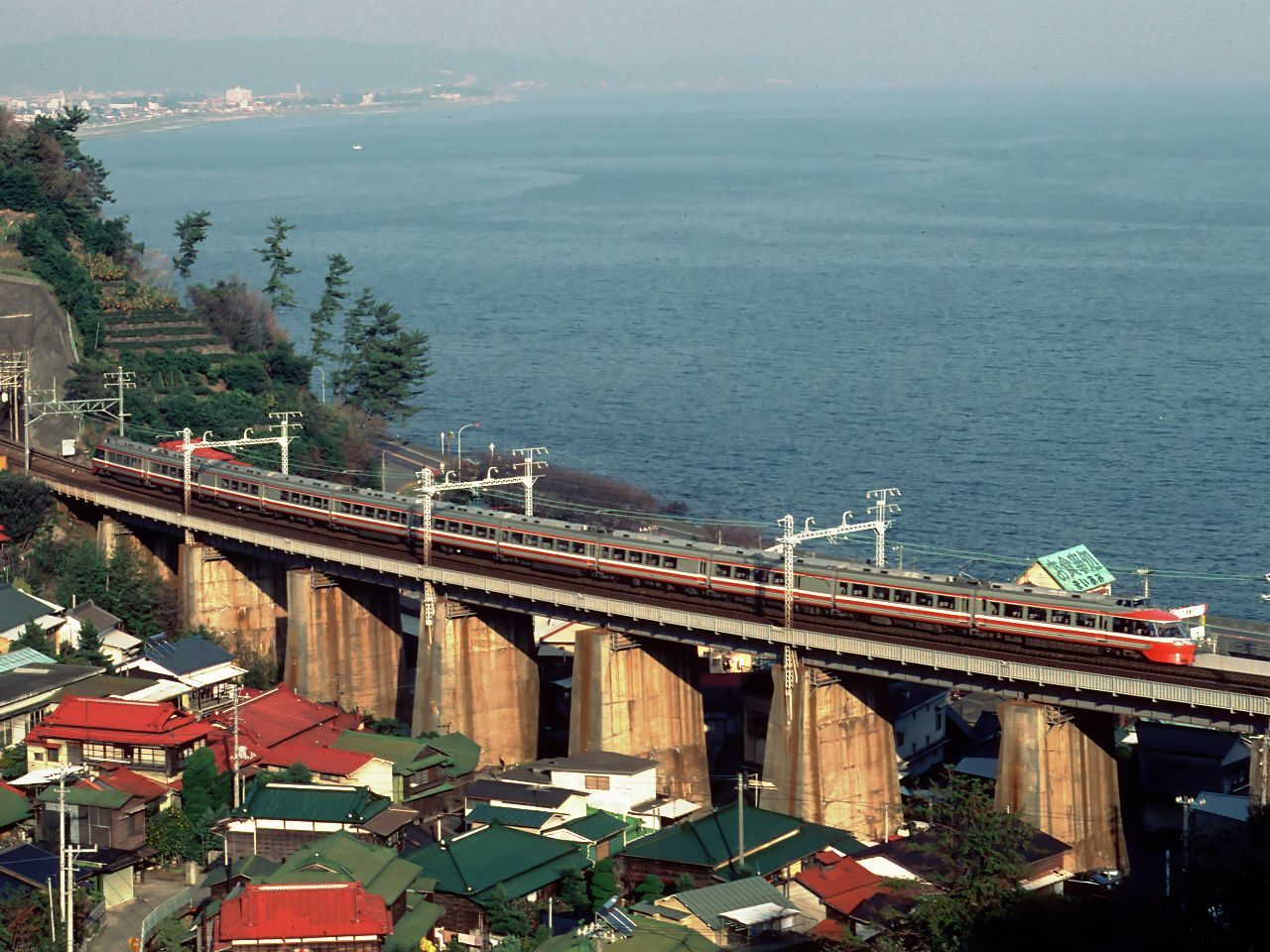
国鉄東海道本線で走行試験を行う7000形LSE車
（1982年12月14日 早川駅 - 根府川駅間）

この当時、国鉄では新形特急用車両の開発を進めていたが、その一環として、通常のボギー車と連接車の比較試験を1982年の11月から12月にかけて行うことになった。国鉄には試験に使用できるような連接車がなかったため、国鉄の申し入れにより小田急からLSE車を貸し出すことになった。ボギー車の試験では183系が使用されたが、この車種選定の理由は「重心の高さや輪重などの数値が似通っていたから」と説明されている。
試験車両には7002×11が使用されることになり、試験に際して、デハ7002の先頭台車と連接台車のそれぞれ新宿方の車軸を測定軸とし、大野工場で輪軸交換や測定機器の搭載を行った上で国鉄に貸し出され、1982年12月10日から15日にかけて東海道本線の大船駅～熱海駅間（一部回送では来宮駅まで入線）で最高速度130km/hの走行試験が行われた。この試験では、指定した箇所を本則-5km/hから本則+15km/hまでの速度段で走行する際に、輪重・横圧・振動・変位・騒音などを地上と車内で測定する内容であった。私鉄の特急形車両が国鉄の路線上で走行試験を行ったのはSE車（1957年9月の高速度試験の際に実施）とLSE車だけで、沿線には多くの鉄道ファンが撮影に訪れた。
この試験により、連接車の特性が定量的に把握されたが、試験の結果は「ボギー車と連接車で乗り心地の差は見られず、同程度の性能」という結論であった。ただし、「台車構造の差が測定結果に強く認められたため、十分に違いを把握したとはいえない」ともしており、曲線の通過性能については「今後さらに検討を要する」としている。唯一、車両ごとの振動の差が少ない点について「連接構造による車両間の拘束が強いため」と認めている。このため、その後国鉄では連接車の導入は見送られることとなり、その後国鉄からJRになってからも、本格的な連接車の導入はされていない。

### リニューアルと廃車
1983年12月に4次車として7004×11が入線し、これでLSE車の増備は終了となった。この時期は、輸送力増強と老朽車両の置き換えを進めていたことから、年に1編成ずつの導入しかできなかった。しかし、4次にわたるLSE車の導入により、11両編成の特急車の運用に余裕ができたことから、車両検査時に箱根特急にSE車を投入することによって輸送力が不足していた事例は解消された。1985年10月には、小田急で初めての車内公衆電話が設置された。

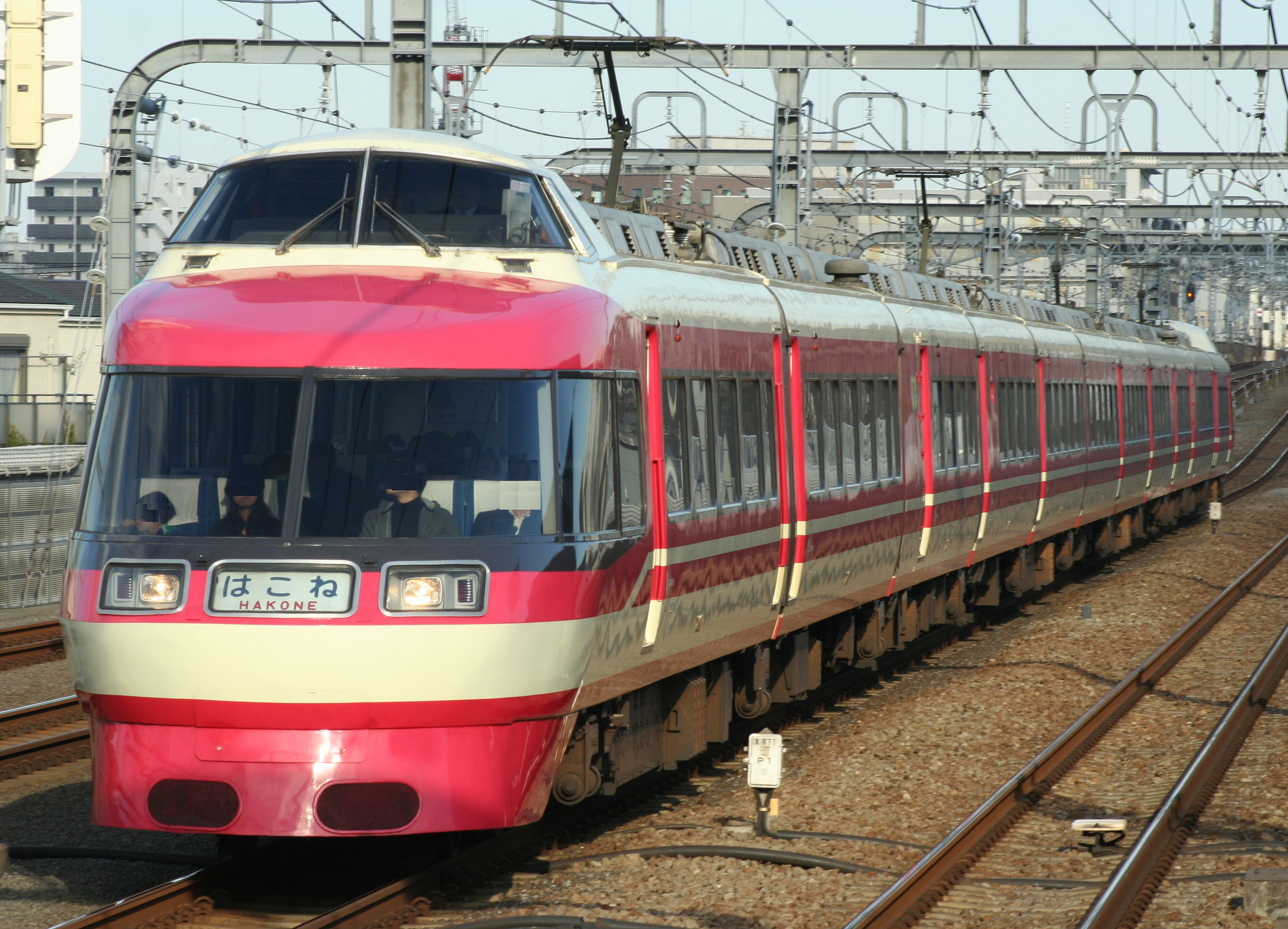
更新後のLSE車（2012年2月19日）

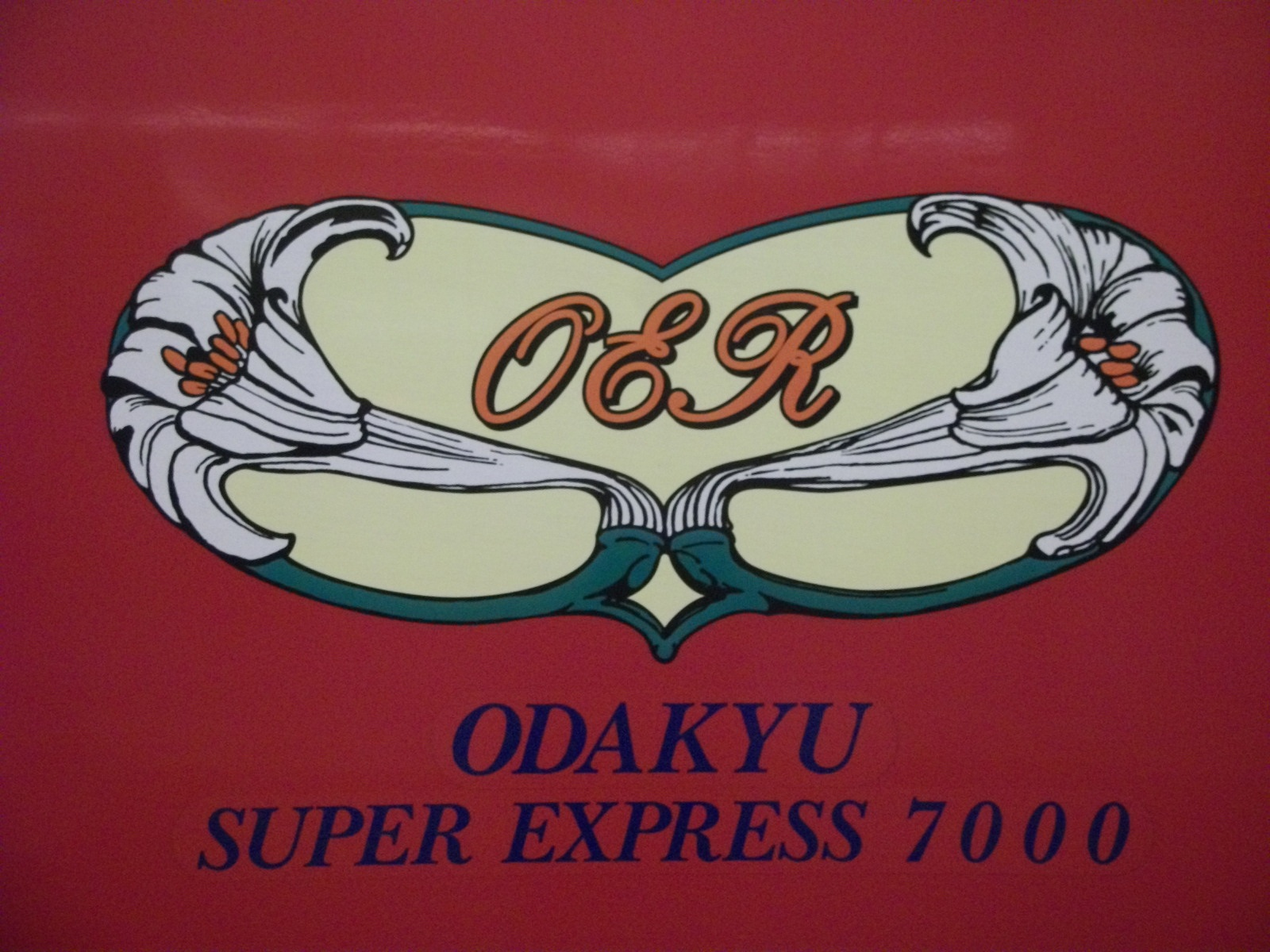
更新後のLSE車には車体側面にヤマユリと"OER"の飾り文字をモチーフにしたエンブレムが施された。

1996年から1998年にかけて、日本車輌において全編成のリニューアル工事が実施された。外部カラーリングはHiSE車と同様のホワイト■ベースに濃淡ワインレッド■■の帯が入るデザインに変更され、「前面展望室のある車両」のイメージ統一を行った。座席モケットの変更の他、車いす対応座席の設置とそれに伴う出入口幅の拡張（700mm→1,000mm）や客室内のカラースキームもブラウン系濃淡を基調としたものとなったことが挙げられる。加えてトイレの汚物処理方式も循環式から真空式へ変更されている。また、室内の号車番号や座席番号表示などはEXE車と共通の書体が用いられた。なお、リニューアル車で最後に出場した7004×11については、電動発電機をIGBT素子式の静止形インバータ (IGBT-SIV) に置き換えている。2005年から2006年にかけて集電装置を順次菱形パンタグラフからシングルアーム式パンタグラフに変更した。
これより少し前の2003年4月から7月にかけては、VSE車の導入に先駆けた車体傾斜制御の試験として、サハ7052の両端台車を交換した上で連接部の間隔を広げ、更に新宿方にパンタグラフを仮設して性能確認試験を行った。

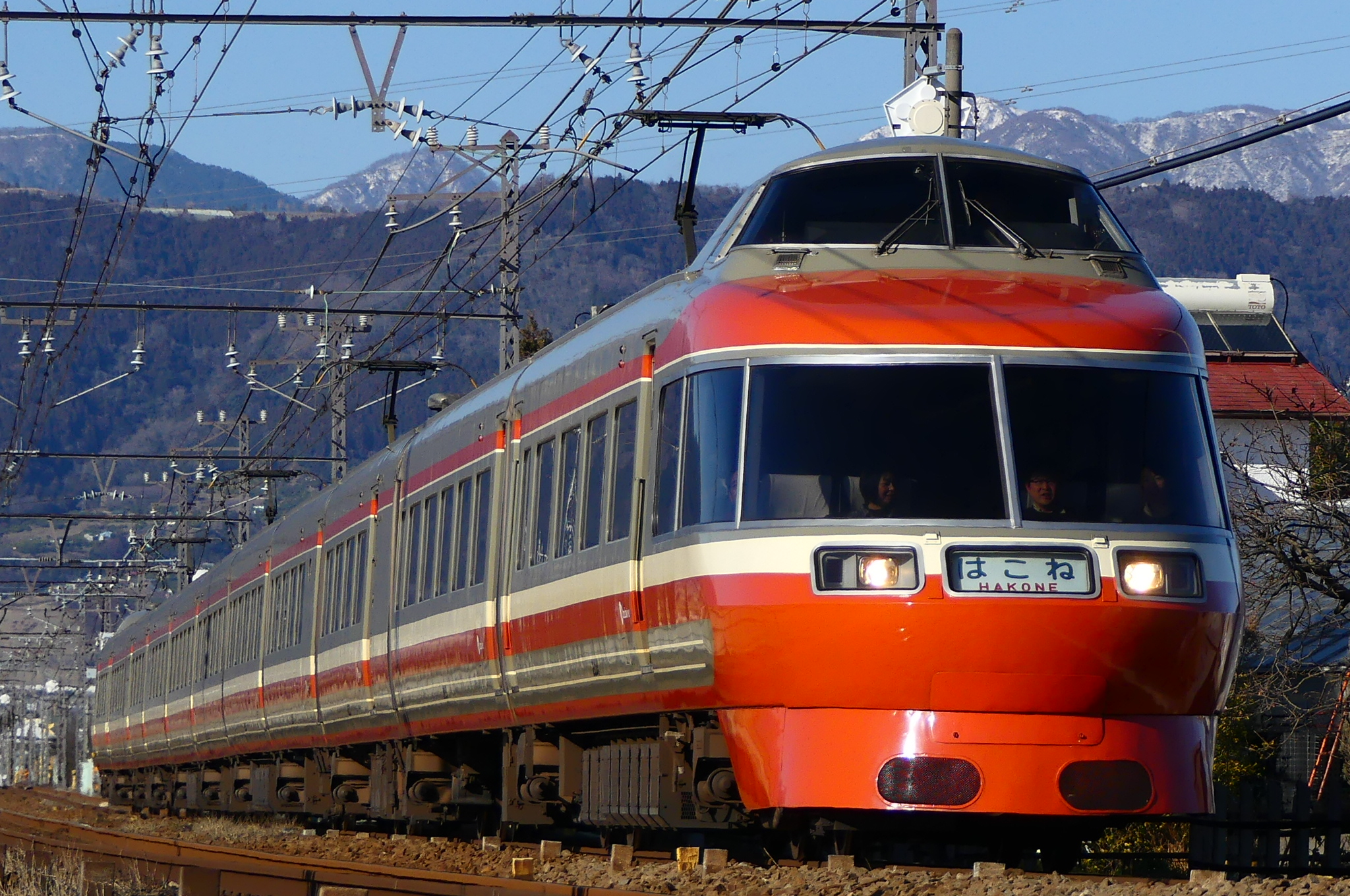
旧塗装に復元されたLSE車（2018年2月27日 栢山駅 - 富水駅間）

2007年で小田急開業から80周年・SE車登場から50周年を迎えるのを記念し、同年7月6日から7004×11を1999年以来8年ぶりの旧塗装に復元して営業運転に就くこととなった。旧塗装での営業運転は2008年3月31日までの予定であったが、それ以降も継続して使用している。なお、実際に走っていた1999年ごろまでの旧塗装との違いとして、先頭部分の窓枠が銀色ではなく黒色となっていたことや、パンタグラフがシングルアーム式であること、2008年3月以降は側面に小田急グループブランドマークが貼付されたことなどが挙げられる。また各先頭車の一部座席の撤去が行われ定員が8人減っている。
2010年1月中旬より、LSE車とHiSE車は部品の一部に不具合が見つかったことを理由として長野電鉄に譲渡されたHiSEの2編成に関しても全面的に運用から離脱し、点検を行った。同年4月1日から営業運行に復帰している。
なお、この不具合とは無関係に、同年1月4日に7002×11が廃車解体された。
2012年2月には、1編成を登場当時の塗装デザインに復元し、1編成が廃車となることが小田急から発表された。これによって、HiSE車に準じた塗装デザインの車両による運行は同年2月19日限りで終了し、同年2月20日以降は旧塗装車両のみでの運行となる。これに伴い、7003×11については旧塗装へ復元され、7001×11については2月19日をもって運用を終了した。旧塗装への復元が行われた編成については、D-ATS-Pの設置工事が日本車輌で実施され、この際に前面の窓枠は銀色のものに戻されている。
70000形GSE車導入後の2018年3月15日、7003×11を同年6月までに廃車することと、7004×11についても2018年度内に引退予定であることが発表された。5月29日には定期運行終了日が発表され、7月10日に新宿駅および箱根湯本駅で記念式典を行った後、同日の「ホームウェイ83号」をもって定期運行を終了した。その後、団体専用の臨時列車にいくつか充当されたのち、同年10月13日に新宿 → 小田原 → 秦野間で運行されたさよならツアーをもって営業運転を終了した。

## 保存
引退後は7003×11の先頭車2両がしばらく保管されていたが、新宿方の7003号車がロマンスカーミュージアムに展示保存されている。小田原方の7803号車は解体されたが、運転台部分のみロマンスカーミュージアム内にある「ロマンスカーシミュレーターLSE」に流用された。
なお、最後まで運用されていた7004×11は全車両が解体された。

## 編成表
凡例Mc …制御電動車、M …電動車、T…付随車、CON…制御装置、MG…電動発電機、CP…電動空気圧縮機、PT…集電装置
乗 …乗務員室、展 …展望席、喫…喫茶コーナー、WC…トイレ・化粧室、電…公衆電話
|          | ← 小田原新宿 → |          |          |              |              |              |          |          |          |          |          |          |          |          |          |          |          |          |          |          |          |          |          |          |          |          |          |              |              |              |          |          |          |
| 号車     | 1              | 1        | 1        | 2            | 2            | 2            | 3        | 3        | 3        | 4        | 4        | 4        | 5        | 5        | 5        | 6        | 6        | 6        | 7        | 7        | 7        | 8        | 8        | 8        | 9        | 9        | 9        | 10           | 10           | 10           | 11       | 11       | 11       |
| 形式     | デハ7000       | デハ7000 | デハ7000 | デハ7000     | デハ7000     | デハ7000     | サハ7050 | サハ7050 | サハ7050 | デハ7000 | デハ7000 | デハ7000 | デハ7000 | デハ7000 | デハ7000 | デハ7000 | デハ7000 | デハ7000 | デハ7000 | デハ7000 | デハ7000 | デハ7000 | デハ7000 | デハ7000 | サハ7050 | サハ7050 | サハ7050 | デハ7000     | デハ7000     | デハ7000     | デハ7000 | デハ7000 | デハ7000 |
| 区分     | M9c            | M9c      | M9c      | M8           | M8           | M8           | T2       | T2       | T2       | M7       | M7       | M7       | M6       | M6       | M6       | M5       | M5       | M5       | M4       | M4       | M4       | M3       | M3       | M3       | T1       | T1       | T1       | M2           | M2           | M2           | M1c      | M1c      | M1c      |
| 車両番号 | 7801           | 7801     | 7801     | 7701         | 7701         | 7701         | 7151     | 7151     | 7151     | 7601     | 7601     | 7601     | 7501     | 7501     | 7501     | 7401     | 7401     | 7401     | 7301     | 7301     | 7301     | 7201     | 7201     | 7201     | 7051     | 7051     | 7051     | 7101         | 7101         | 7101         | 7001     | 7001     | 7001     |
| 車両番号 | 7802           | 7802     | 7802     | 7702         | 7702         | 7702         | 7152     | 7152     | 7152     | 7602     | 7602     | 7602     | 7502     | 7502     | 7502     | 7402     | 7402     | 7402     | 7302     | 7302     | 7302     | 7202     | 7202     | 7202     | 7052     | 7052     | 7052     | 7102         | 7102         | 7102         | 7002     | 7002     | 7002     |
| 車両番号 | 7803           | 7803     | 7803     | 7703         | 7703         | 7703         | 7153     | 7153     | 7153     | 7603     | 7603     | 7603     | 7503     | 7503     | 7503     | 7403     | 7403     | 7403     | 7303     | 7303     | 7303     | 7203     | 7203     | 7203     | 7053     | 7053     | 7053     | 7103         | 7103         | 7103         | 7003     | 7003     | 7003     |
| 車両番号 | 7804           | 7804     | 7804     | 7704         | 7704         | 7704         | 7154     | 7154     | 7154     | 7604     | 7604     | 7604     | 7504     | 7504     | 7504     | 7404     | 7404     | 7404     | 7304     | 7304     | 7304     | 7204     | 7204     | 7204     | 7054     | 7054     | 7054     | 7104         | 7104         | 7104         | 7004     | 7004     | 7004     |
| 搭載機器 | CON            | CON      | CON      | MG or SIV,PT | MG or SIV,PT | MG or SIV,PT | CP       | CP       | CP       |          |          |          | CON,PT   | CON,PT   | CON,PT   | CP       | CP       | CP       | CON,PT   | CON,PT   | CON,PT   |          |          |          | CP       | CP       | CP       | MG or SIV,PT | MG or SIV,PT | MG or SIV,PT | CON      | CON      | CON      |
| 台車形式 | FS508B         |          | FS508A   | FS508A       |              | FS008        | FS008    |          | FS008    | FS008    |          | FS508A   | FS508A   |          | FS508A   | FS508A   |          | FS508A   | FS508A   |          | FS508A   | FS508A   |          | FS008    | FS008    |          | FS008    | FS008        |              | FS508A       | FS508A   |          | FS508B   |
| 自重     | 32.60t         | 32.60t   | 32.60t   | 22.96t       | 22.96t       | 22.96t       | 22.07t   | 22.07t   | 22.07t   | 22.13t   | 22.13t   | 22.13t   | 22.96t   | 22.96t   | 22.96t   | 22.54t   | 22.54t   | 22.54t   | 22.96t   | 22.96t   | 22.96t   | 22.13t   | 22.13t   | 22.13t   | 22.07t   | 22.07t   | 22.07t   | 22.96t       | 22.96t       | 22.96t       | 32.60t   | 32.60t   | 32.60t   |
| 車内設備 | 乗、展         | 乗、展   | 乗、展   |              |              |              | 喫       | 喫       | 喫       | WC       | WC       | WC       |          |          |          |          |          |          |          |          |          | WC       | WC       | WC       | 喫、電   | 喫、電   | 喫、電   |              |              |              | 乗、展   | 乗、展   | 乗、展   |
| 定員     | 46             | 46       | 46       | 44           | 44           | 44           | 30       | 30       | 30       | 36       | 36       | 36       | 44       | 44       | 44       | 44       | 44       | 44       | 44       | 44       | 44       | 36       | 36       | 36       | 32       | 32       | 32       | 44           | 44           | 44           | 46       | 46       | 46       |

- 7001x11　1980年12月入線、2012年2月運用終了
- 7002x11　1981年入線、2010年1月廃車
- 7003x11　1982年11月入線、2018年5月運用終了
- 7004x11　1983年12月入線、2018年10月運用終了